# جلال إبراهيم
جلال إبراهيم (- 24 نوفمبر 2021) رئيس نادي الزمالك السابق، عمل مستشارًا بسلك القضاء وتولى منصب رئيس محكمة الجنايات، تولى رئاسة الزمالك في الفترة من 1992 إلى 1996، وتولى رئاسة النادي للمرة الثانية عام 2010 حتى 2011، بعد الحكم ببطلان نتيجة الانتخابات التي أقيمت في مايو 2009 والتي فاز وقتها برئاسة النادي ممدوح عباس.

## الحياة الأسرية
جلال إبراهيم مُتزوج من الأستاذة الدكتورة ليلى الشريف بكلية العلوم جامعة عين شمس، وهو والد أحمد جلال إبراهيم عضو مجلس إدارة نادي الزمالك أبان فترة رئاسة ممدوح عباس، ووالد المستشار نادر جلال إبراهيم، نائب رئيس محكمة النقض.

## وفاته
تُوفي جلال إبراهيم في مساء يوم 24 نوفمبر (تشرين الثاني) 2021 ميلاديًا الموافق 20 ربيع الآخر 1443 هجريًا، وشيّع جثمانه بعد صلاة الظهر من الجامع الرئيسي داخل نادي الزمالك.